# Lophochirus
Lophochirus är ett släkte av skalbaggar. Lophochirus ingår i familjen vivlar.

## Dottertaxa tillLophochirus, i alfabetisk ordning[1]
- Lophochirus albifrons
- Lophochirus apicalis
- Lophochirus aruensis
- Lophochirus basiplagiatus
- Lophochirus bisignatus
- Lophochirus buruensis
- Lophochirus circumscriptus
- Lophochirus cruciger
- Lophochirus divisa
- Lophochirus eubuloides
- Lophochirus flexitibia
- Lophochirus fuscotriangularis
- Lophochirus gemmatus
- Lophochirus gracilitarsis
- Lophochirus helleri
- Lophochirus ingens
- Lophochirus keyensis
- Lophochirus lactospretus
- Lophochirus lateralis
- Lophochirus leucometopus
- Lophochirus major
- Lophochirus migrans
- Lophochirus mindaonensis
- Lophochirus novaeguineae
- Lophochirus oppositus
- Lophochirus papuanus
- Lophochirus sellatus
- Lophochirus wollastoni